# St. Magnus (Gemeinderied)

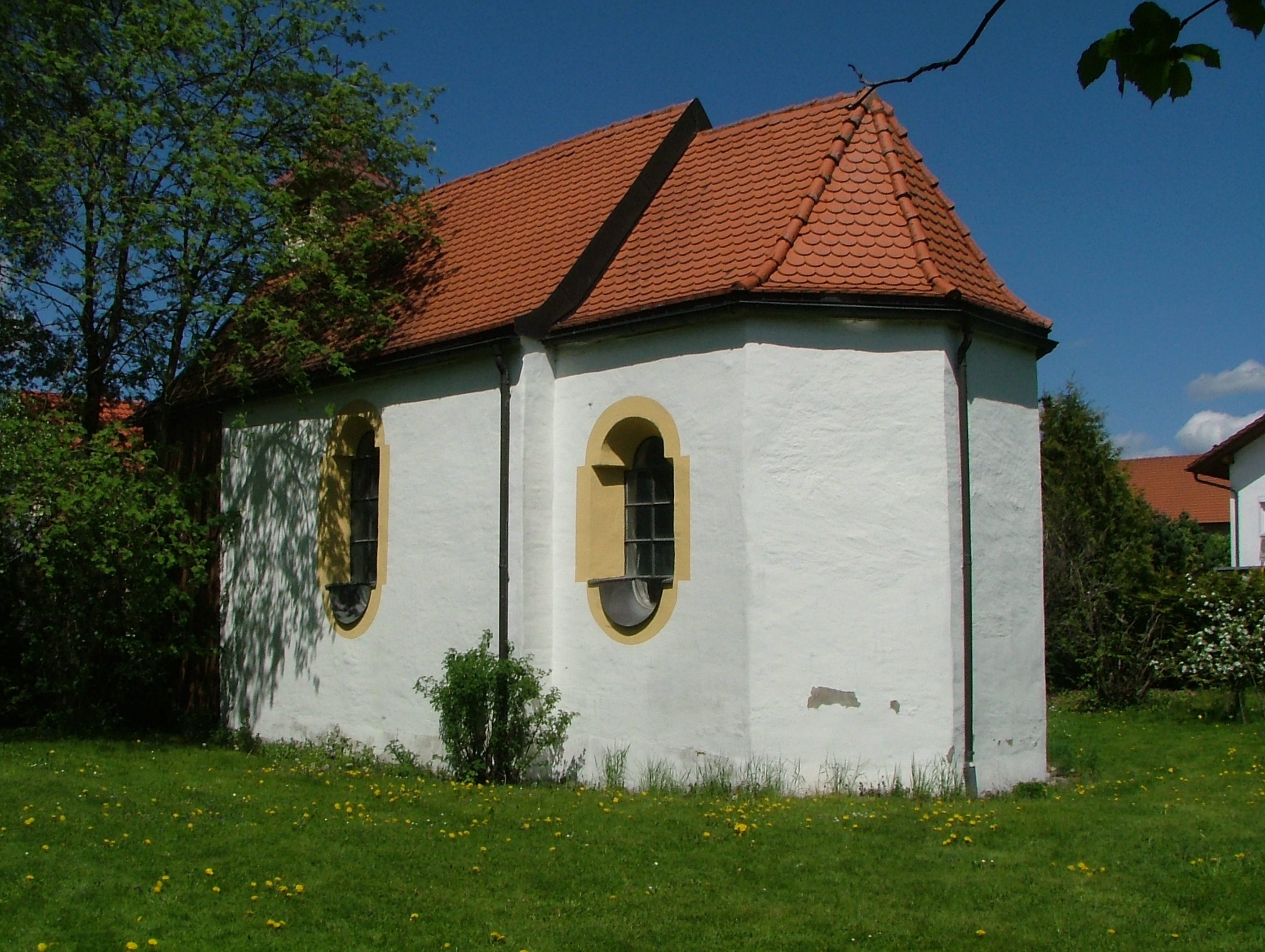
Kapelle St. Magnus in Gemeinderied, Dietmannsried

Die römisch-katholische Kapelle St. Magnus befindet sich in Gemeinderied, einem Ortsteil von Dietmannsried im Landkreis Oberallgäu in Bayern. Das Gebäude steht unter Denkmalschutz.

## Geschichte und Baubeschreibung
Die Kapelle wurde im Jahr 1687 errichtet und 1912 renoviert. Sie besteht aus einem einschiffigen Langhaus mit Flachdecke über einem Zahnschnittgesims. An das Langhaus schließt sich der eingezogene Chor mit Kappengewölbe an. Der Chor besitzt eine Fensterachse und ist nach dieser dreiseitig geschlossen. Sowohl die Fenster im Chor wie auch im Langhaus sind rundbogig und beidseitig eingezogen. An der Westseite befindet sich der stichbogige Eingang zur Kapelle. Dieser führt durch ein modernes aus Holz gefertigtes Vorzeichen. Im Inneren ist an der Westseite eine Empore vorhanden. Über dem Eingang befindet sich ein Dachreiter.

## Innenausstattung
Der Altar der Kapelle wurde um die Zeit 1687 geschaffen und ähnelt dem Altar in der Kapelle St. Gallus in Grasgrub. Eine Inschrift am Altar nennt das Jahr 1834 in welchem der Altar neugefaßt wurde. Die Mensa ist gemauert. Vor der Mensa befindet sich eine bemalte Predella, deren Vorderseite Rankenwerk und die Muttergottes, seitlich den hl. Magnus und den hl. Antonius und an der Rückseite ein Fastenbild mit Christus an der Geißelsäule zeigt. Das mit Johann Becherer 1834 bezeichnete Altarblatt ist von Säulen mit Engelsköpfen und Fruchtgehängen flankiert. Dargestellt wird die Muttergottes über dem Ort Gemeinderied. Darüber im Altarauszug befindet sich eine Pietà. Holzfiguren der Heiligen Antonius und Magnus sind seitlich am Altar auf Volutenkonsolen unter Akanthusranken aufgestellt. Zusätzlich befinden sich noch sechs Putten am Altar. Aus dem späten 18. Jahrhundert stammt das bekleidete Jesuskind nördlich am Chorbogen. Über diesem findet sich ein bäuerliches Gemälde der 14 Nothelfer. Gegenüberliegend auf der südlichen Seite ist die Figur einer bekleideten Muttergottes in einem hölzernen Schrein aufgestellt.